# ブザッラ
ブザッラ(イタリア語: Busalla)は、イタリア共和国リグーリア州ジェノヴァ県にある、人口約5,400人の基礎自治体（コムーネ）。

## 地理

### 位置・広がり

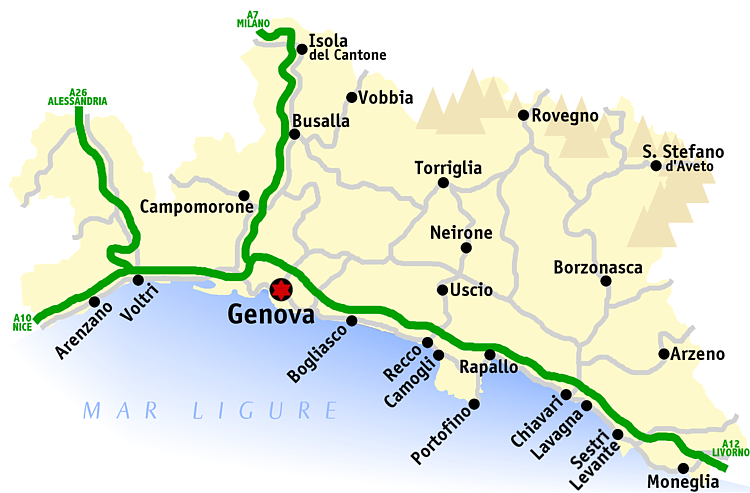
ジェノヴァ県概略図

#### 隣接コムーネ
隣接するコムーネは以下の通り。括弧内のALはアレッサンドリア県所属を示す。
- クロチェフィエスキ
- フラコナルト (AL)
- イーゾラ・デル・カントーネ
- ミニャーネゴ
- ロンコ・スクリーヴィア
- サヴィニョーネ
- ヴォッビア

### 地震分類
イタリアの地震リスク階級 (it) では、3 に分類される
。

## 行政

### 分離集落
ブザッラには以下の分離集落（フラツィオーネ）がある。
- Bastia, Camarza, Sarissola, Salvarezza, Semino